# Drybine
Drybine (en biélorusse : Дрыбін ; en lacinka : Drybin) ou Dribine (en russe : Дрибин ; en polonais : Drybin) est une commune urbaine de la voblast de Moguilev, en Biélorussie, et le centre administratif du raïon de Drybine. Sa population s'élevait à 2 974 habitants en 2017.

## Géographie
Drybine est arrosée par la rivière Pronia et se trouve à 19 km au sud de Horki, à 37 km au nord-est de Tchavoussy, à 56 km au nord-est de Moguilev et à 232 km à l'est de Minsk.

## Histoire
Le village de Drybine est mentionné pour la première fois au XVIe siècle. Il est alors la propriété d'une famille noble du grand-duché de Lituanie, les Mtsislav. Il était au centre des combats pendant la guerre de Treize Ans (1654-1667). En 1708, pendant la Grande Guerre du Nord, les troupes russes brûlèrent Drybine. Le village fut rattaché à l'Empire russe en 1772, à l'occasion de la première partition de la Pologne. Le 1er janvier 1919, Drybine fut intégré à la république socialiste soviétique de Biélorussie, mais quinze jours plus tard il fut transféré avec d'autres territoires ethniquement biélorusses à la république socialiste fédérative soviétique de Russie. Il retourna à la RSS de Biélorussie en 1924, devenant le centre administratif d'un raïon. De petites ateliers de transformation des produits alimentaires étaient la seule activité industrielle du village. Pendant la Seconde Guerre mondiale, Drybine fut occupée par l'Allemagne nazie du 14 juillet 1941 au 2 octobre 1943. Après la catastrophe de Tchernobyl, en 1986, Drybine accueillit des habitants des régions devenues inhabitables, ce qui fit doubler sa population. En 1997, le village accéda au statut de commune urbaine.

## Population
Recensements (*) ou estimations de la population :
| 1784 | 1880  | 1909  | 1940  | 1971  |
| ---- | ----- | ----- | ----- | ----- |
| 657  | 1 080 | 1 959 | 1 200 | 1 817 |

| 1992  | 1999  | 2009* | 2011  | 2012  |
| ----- | ----- | ----- | ----- | ----- |
| 1 500 | 3 100 | 3 298 | 3 253 | 3 191 |

| 2013  | 2014  | 2015  | 2016  | 2017  |
| ----- | ----- | ----- | ----- | ----- |
| 3 153 | 3 141 | 3 092 | 3 031 | 2 974 |